# 軍団 (聖ヨハネ騎士団)

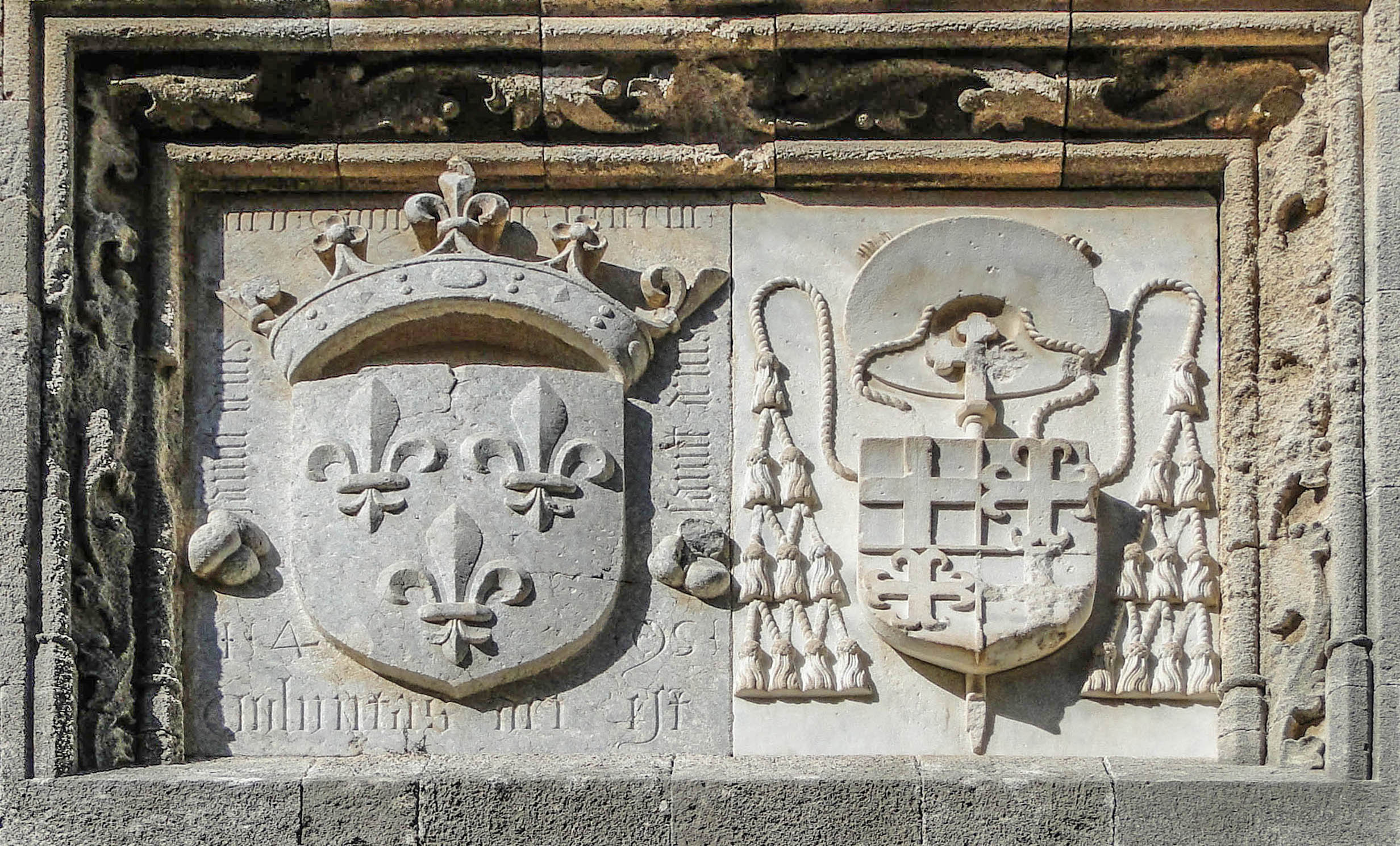
ロドス島のフランス騎士館にある、フランス軍団の紋章（左）と総長ピエール・ドービュッソンの紋章（右）

聖ヨハネ騎士団における軍団  (イタリア語: lingua 英語:langue, tongue スペイン語:lengua) は、1319年から1798年まで存在した騎士グループ制度。おおまかな言語圏ごとに分けられ、要塞防衛時の持ち場などを分担した。各軍団はオーベルジュ（Auberge、騎士館とも）と呼ばれる本部を有しており、これはロドス島やビルグ、バレッタに一部が現存している。

## 歴史

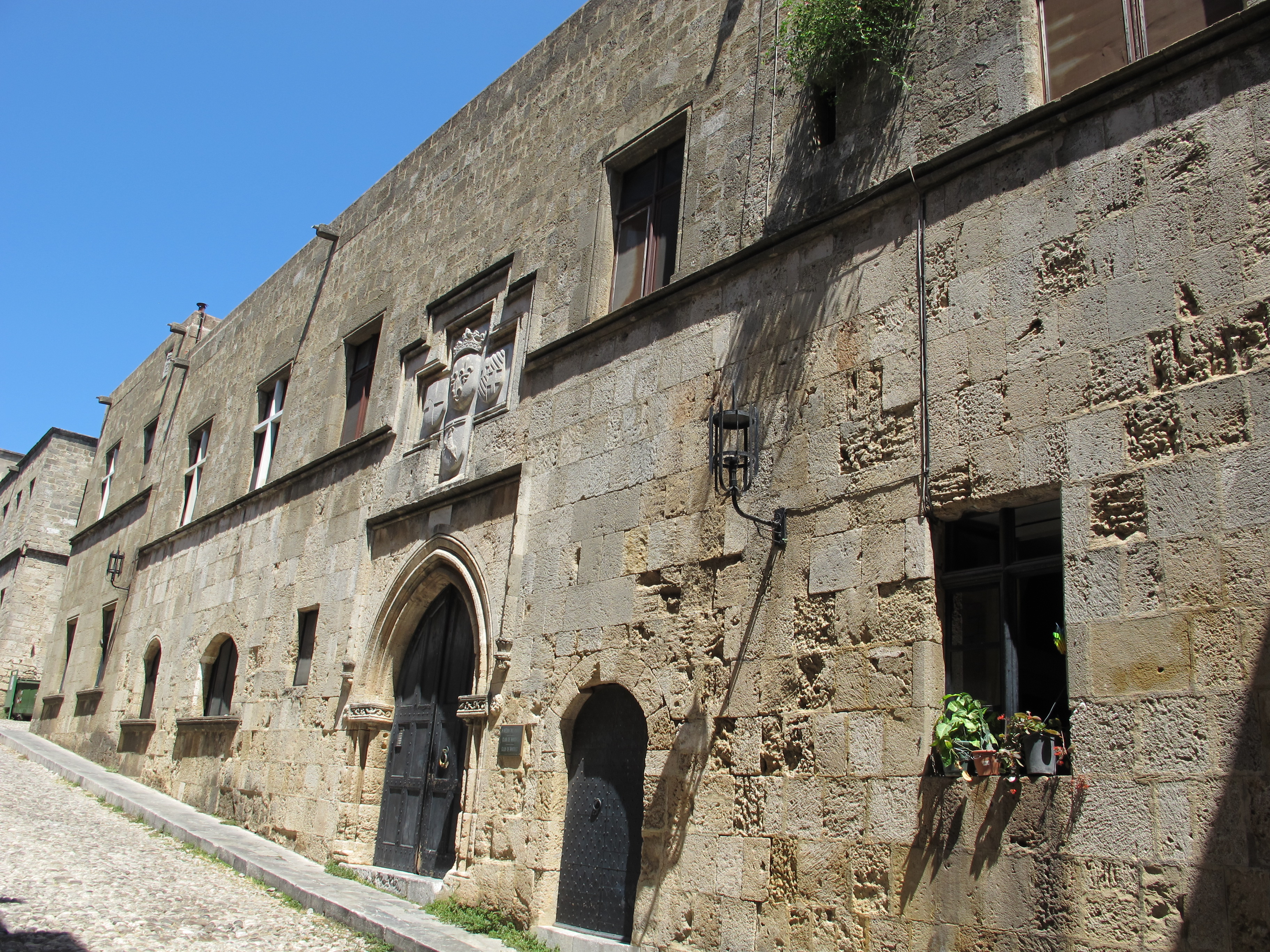
プロヴァンス騎士館、ロドス島

14世紀初頭にロドス島を征服した聖ヨハネ騎士団は、次第に一国家の様相を呈し始めた。欧州中の多種多様な国家から集まる騎士たちは、1319年のモンペリエ支部の会合以降グループ化が進み、ヨーロッパでの騎士団の所領管理の観点から、各軍団はgrand prioriesに分けられ、場合によってはさらに小修道院区や代官管轄区に細分化されることもあった。組織の末端では、コマンドリーが各地の統治を担った。
軍団の指導者はプリーアー（小修道院長）やウィスイェ（管理人）と呼ばれた。その名によらず、彼らもマルタ十字を付け特殊な制約下に暮らす騎士団員であった。各軍団のプリーアーは、フランス軍団なら病院長、イタリア軍団なら聖ヨハネ騎士団海軍の提督というように、騎士団内での特別な役割も担っていた。
各軍団の本部はフランス語でオーベルジュと呼ばれた。日本語では騎士館と訳されることもあるが、本来は英語のインと同じものを指す言葉である。オーベルジュが建てられ始めたのは、中世後期のロドス島においてである。
1530年に騎士団がマルタ島へ移ったのち、1550年代まではビルグに各軍団のオーベルジュが置かれたが、1570年代までにはバレッタに移転した。
14世紀に設立された当初の軍団は7つだった。
- オーヴェルニュ軍団、フランス軍団、プロヴァンス軍団 - ガロ・ロマンス語地域（フランスはオイル語、プロヴァンスはアルピタン語）
- アラゴン軍団 - イベロ・ロマンス語地域
- イタリア軍団 - イタロ・ダルマチア語地域
- ドイツ軍団 - ゲルマン語・スラヴ語地域（神聖ローマ帝国、スカンディナヴィア諸国、ハンガリー、ポーランド）
- イングランド軍団 - ブリテン諸島地域

1462年、カスティーリャ＝レオン＝ポルトガル軍団がアラゴン軍団から分離した。イングランド軍団は16世紀中ごろの本国の宗教改革の影響で構成員が減少し、解散したため、バレッタにイングランド軍団のオーベルジュはない。1784年の総長エマニュエル・デ・ロアン・ポルドゥクによる組織改編でアングロ＝バイエルン軍団が新設され、ここにポーランド人騎士も含められた。彼らは元々私的なパラッツォとして建てられていた建物をオーベルジュとした。
バレッタの聖ヨハネ准司教座聖堂には、各軍団専用の聖堂が設置されている。
1798年に騎士団がフランスの侵攻によりマルタ島を追われた際、軍団制度は崩壊した。19世紀、軍団制度は大プリーア区制度や国際組織的な形態に改編された。

## マルタのオーベルジュ

### アラゴン軍団

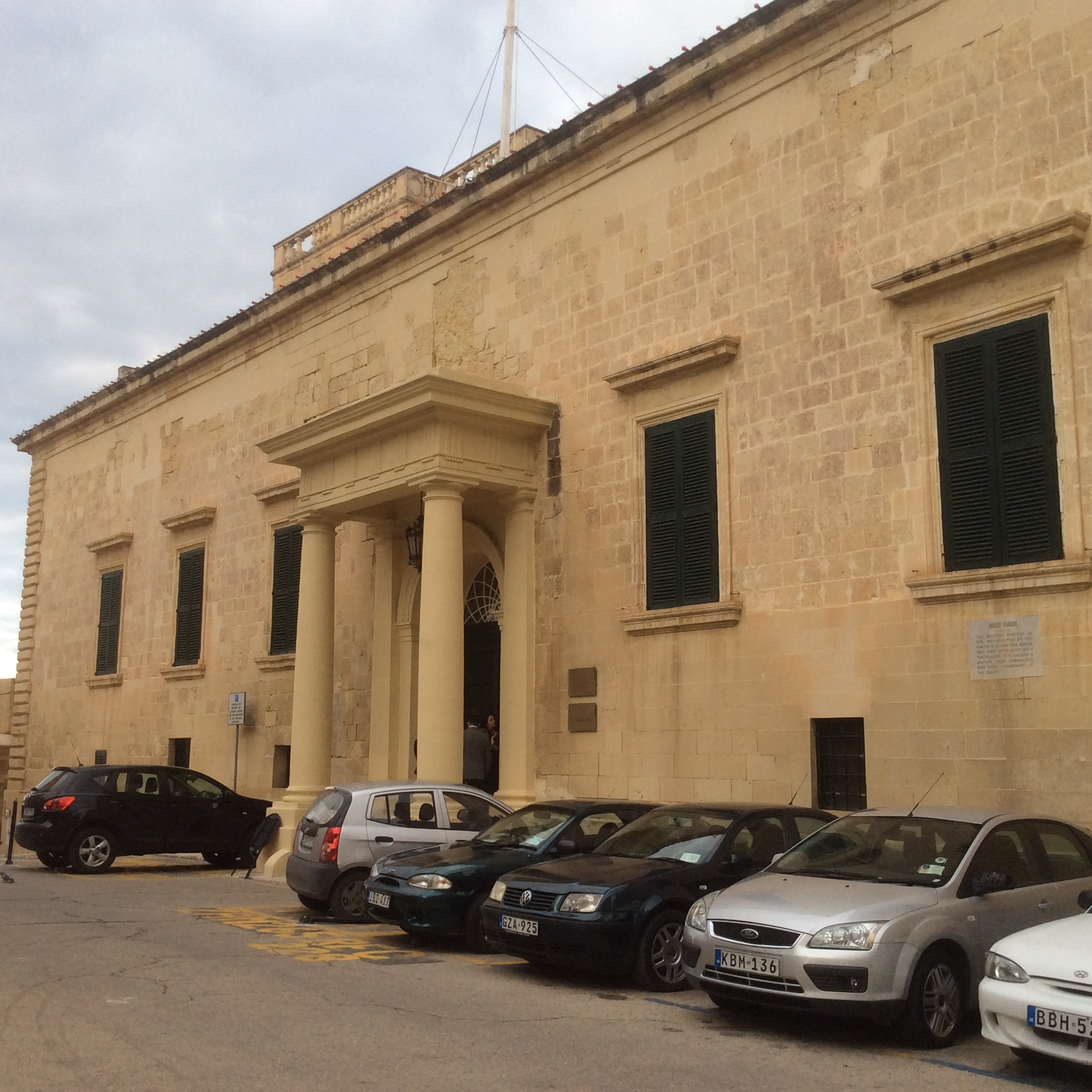
バレッタのオーベルジュ・ダラゴン

- ビルグのオーベルジュ・ダラゴン（アラゴン騎士館）は、16世紀に伝統的なマルタ式で建てられた。建物は当時のまま現存しているが、正面はほとんど改装されてしまっている。
- バレッタのオーベルジュ・ダラゴンは1571年に建てられたマニエリスム建築で、バレッタでは唯一のほとんど建築当時の形をとどめたまま現存しているオーベルジュである。玄関は1840年代に若干の改装を加えられている。

### オーヴェルニュ軍団
- ビルグのオーベルジュは1531年ごろに伝統的なマルタ式で建てられ、次第にオーベルジュ・ドーヴェルニュ・エ・プロヴァンス（オーヴェルニュ＝プロヴァンス騎士館）として用いられるようになった。建物は当時のまま現存しているが、正面はほとんど改装されてしまっている。
- バレッタのオーベルジュ・ドーヴェルニュ（オーヴェルニュ騎士館）は1570年代から1583年にかけて、ジローラモ・カッサールにより建てられたマニエリスム建築で、1783年に拡張された。しかし第二次世界大戦中のマルタ包囲戦で爆撃を受け破壊され、残骸も1950年代にマルタ・ロー・コーツへの道路を作るため取り壊された。

### カスティーリャ＝レオン＝ポルトガル軍団

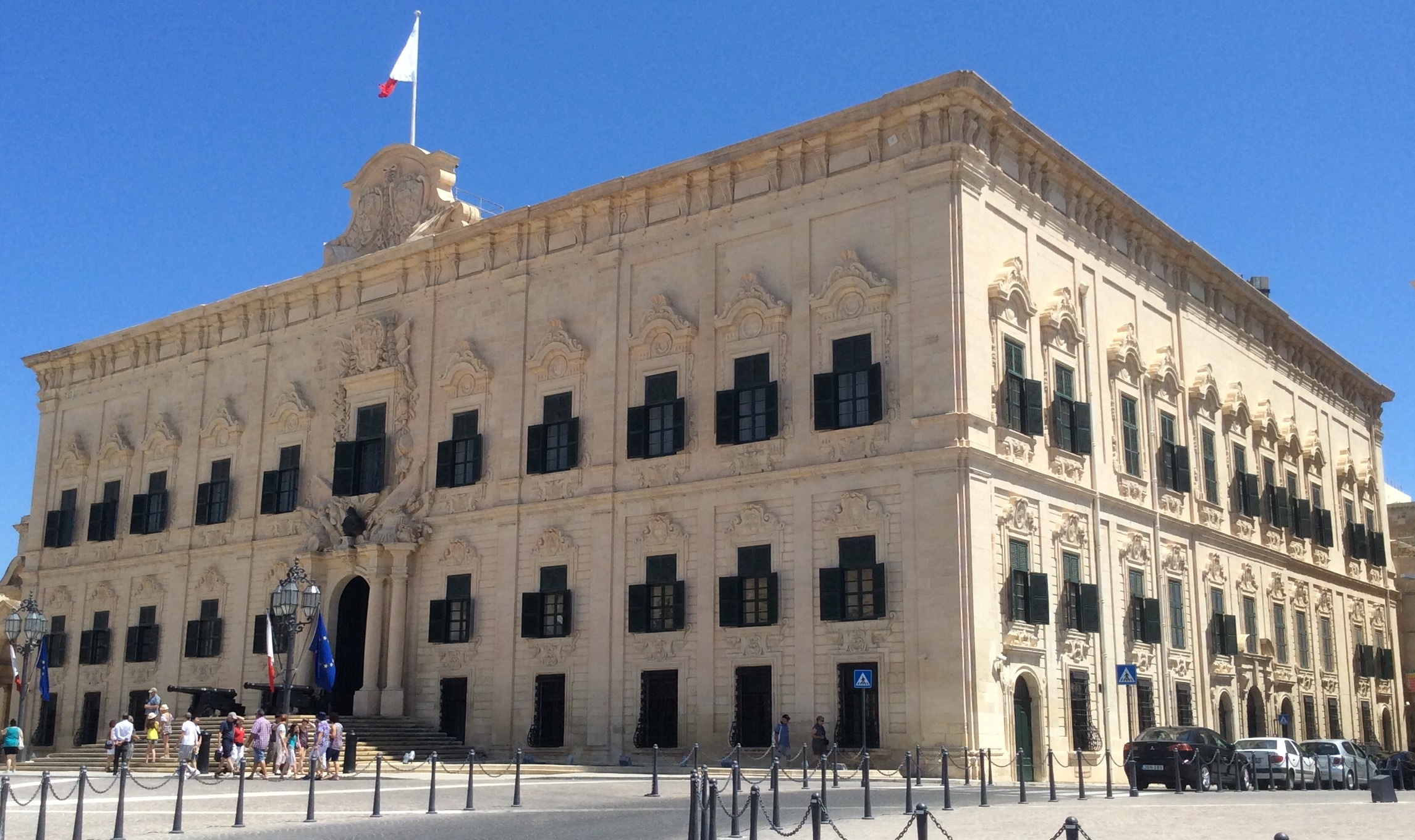
バレッタのカスティーリャ騎士館

- 1530年代に最初のオーベルジュがビルグに建てられた。正確な位置は不明で、当時の建物は一切現存していないとされている。
- ビルグでの2番目のオーベルジュ（オーベルジュ・ド・カスティーユ・エ・ポルテュガル、カスティーリャ＝ポルトガル騎士館）は1550年代にニッコロ・ベッラヴァンテの設計により伝統的なマルタ式で建てられた。建物は現存しているが大きく改装されており、騎士館当時の面影を残す部分は少ない。
- バレッタのカスティーリャ騎士館は1571年から1574年にかけて、ジローラモ・カッサールにより建てられたマニエリスム建築であったが、1741年から1745年の間にアンドレア・ベッリの設計でバロック建築に建て替えられた。現在はマルタの首相官邸として利用されている。

### イングランド軍団とアングロ＝バイエルン軍団

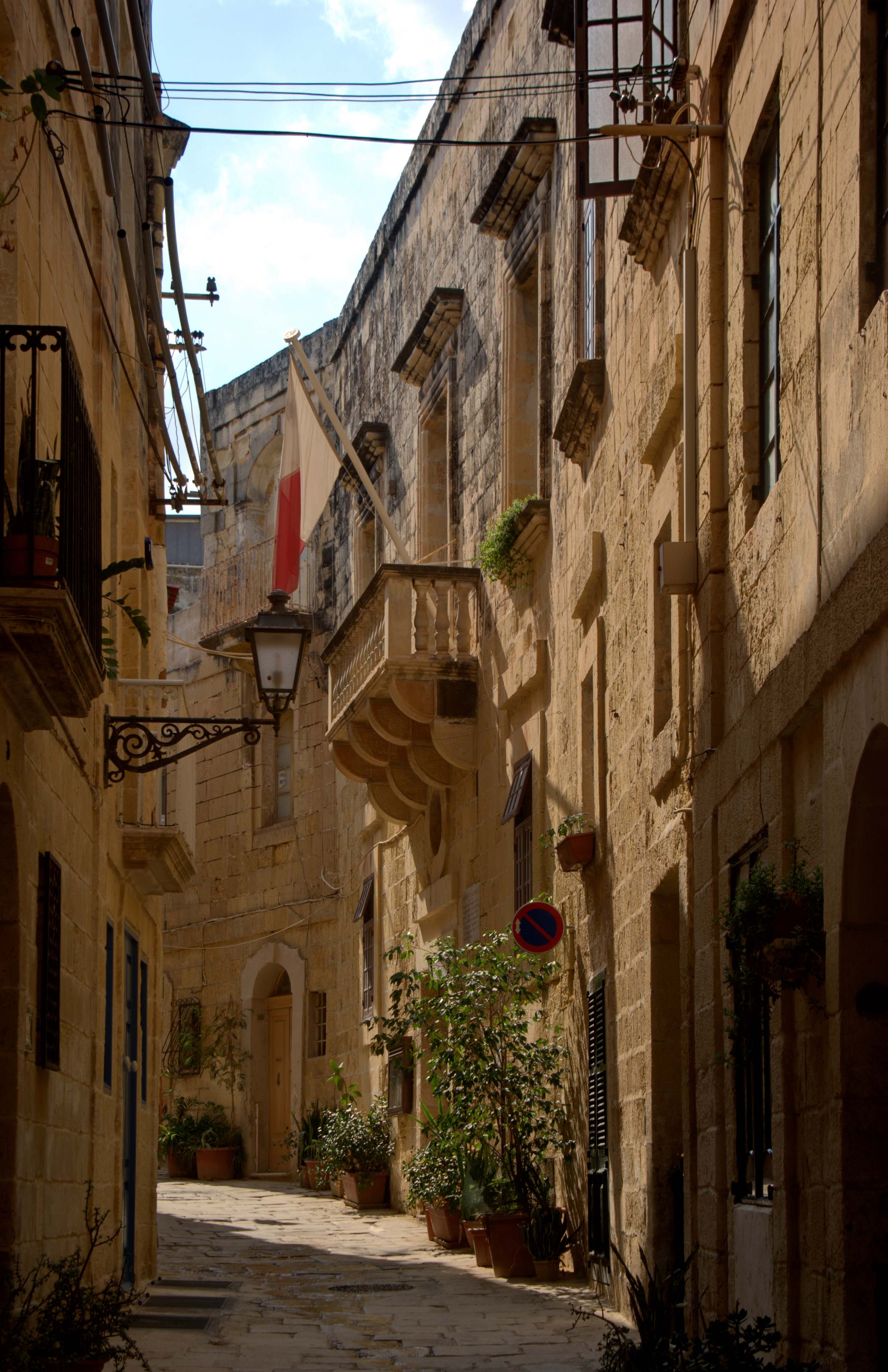
ビルグのオーベルジュ・ダングルテール

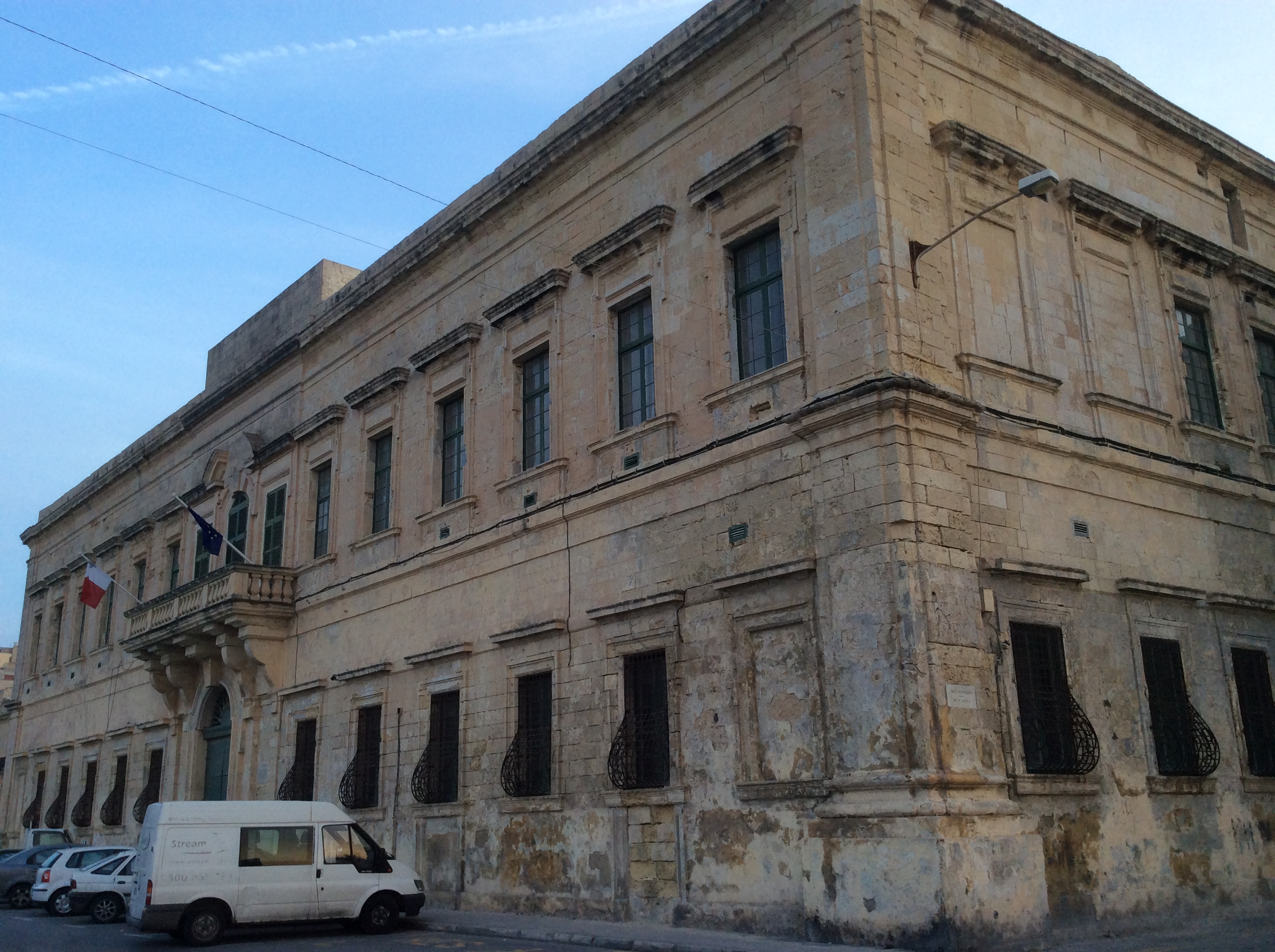
バレッタのオーヴェルジュ・ド・バヴィエール

- ビルグのオーベルジュ・ダングルテール（イングランド騎士館）は1534年ごろに伝統的なマルタ式で建てられた。これはビルグに残っているもっとも状態の良いオーベルジュで、現在は図書館となっている。
- バレッタのオーベルジュ・ド・バヴィエール（バイエルン騎士館）は、建物としては1696年にカルロ・グリマッチの設計で「パラッツォ・カルネイロ」として建てられた。1784年にイングランド＝バイエルン軍団が設立されたのち、この軍団のオーベルジュとして使用されるようになった。現在は政府財産局（Government Property Department）がおかれている。

### フランス軍団
- ビルグのオーベルジュ・ド・フランス（フランス騎士館）は1533年ごろにニコロ・フラヴァリの設計で伝統的なマルタ式で建てられた。後にバルトロメオ・ゲンガにより改築された。ビルグではオーベルジュ・ダングレテーレに次いで良い状態で現存しており、ビルグ地方評議会が置かれている。
- バレッタでの最初のオーベルジュ・ド・フランスは1570年ごろにジローラモ・カッサールの設計で建てられた。建物は一部が現存しているが、大部分は改装されてしまっている。
- 2つ目のオーベルジュ・ド・フランスは1583年に、これもカッサールの設計によりマニエリスム式で建てられた。建物は1942年の空襲で破壊され、残骸もナショナルセンター本部建設のため解体された。

### イタリア軍団

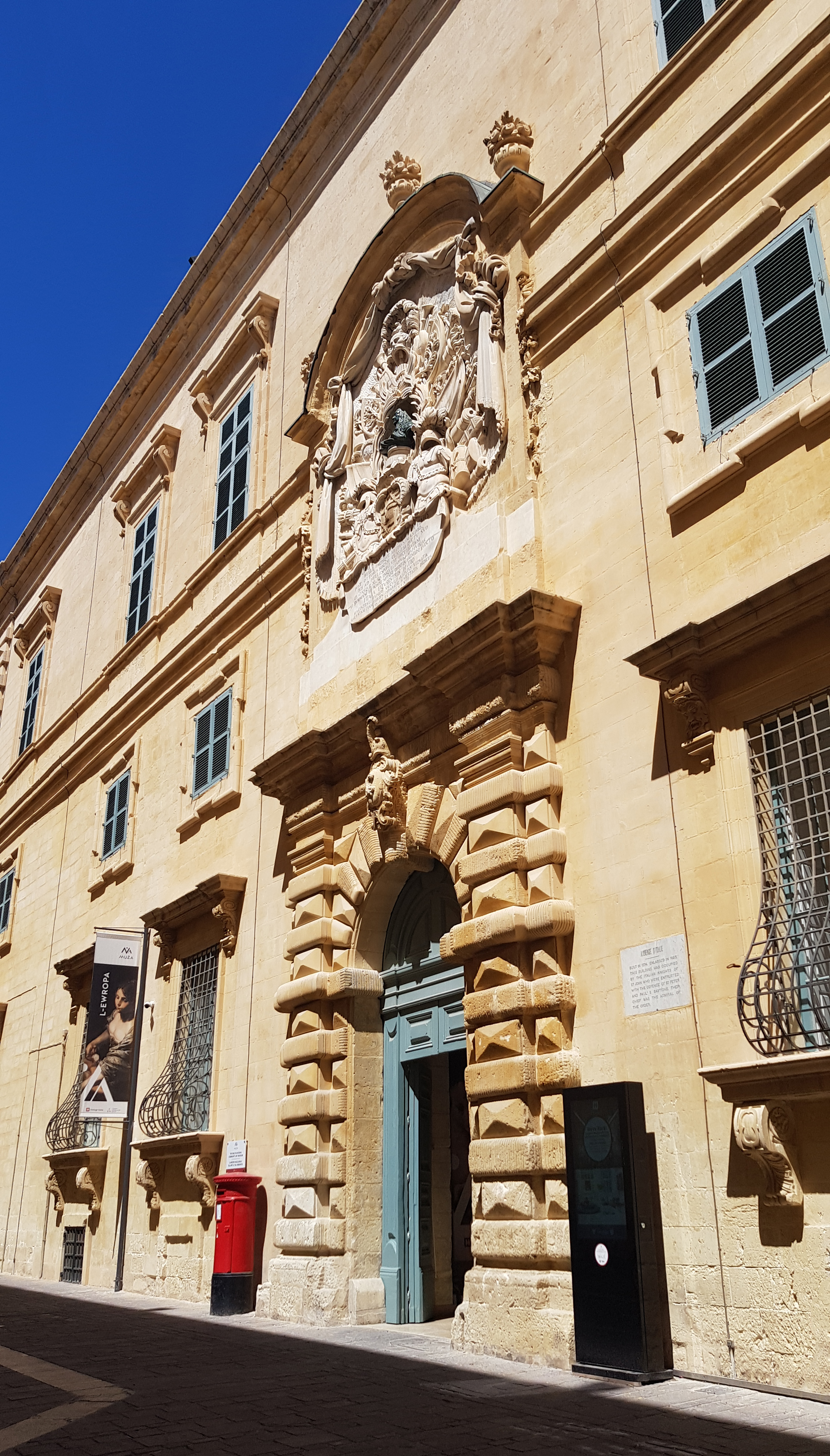
バレッタのオーベルジュ・ディタリエ

- ビルグのオーベルジュ・ディタリエ（イタリア騎士館）は最初に1530年代に建てられたが、1553年から1554年の間にニッコロ・ベッラヴァンテの設計により改築された。第二次世界大戦中の空襲で大部分が破壊され、残存した一部は1960年代の建物に正面の一部として取り込まれた。
- バレッタにおける最初のオーベルジュは1570年から1571年にかけてジローラモ・カッサールの設計で建てられた。この建物は次第に騎士団長の宮殿に吸収されていった。
- 二代目のオーベルジュ・ディタリエは1574年から1579年、1582年から1595年の2期に分けて、カッサールらの設計によるマニエリスム式で建てられた。1680年代に大きくバロック様式に改築された。後にマルタ観光庁が入ったが現在は退去しており、建物を美術館にする案が検討されている。

### ドイツ
- ビルグのオーベルジュ・ダルマーニュ（ドイツ騎士館）は16世紀に伝統的なマルタ式で建てられた。大部分は第二次世界大戦中の爆撃で破壊されたが、一部の残った部屋が1960年代に一所にまとめられた。
- バレッタのオーベルジュ・ダルマーニュは1571年から1575年にジローラモ・カッサールによってマニエリスム式で建てられた。1839年に聖パウロ仮司教座聖堂への道をつくるため解体された。

### プロヴァンス

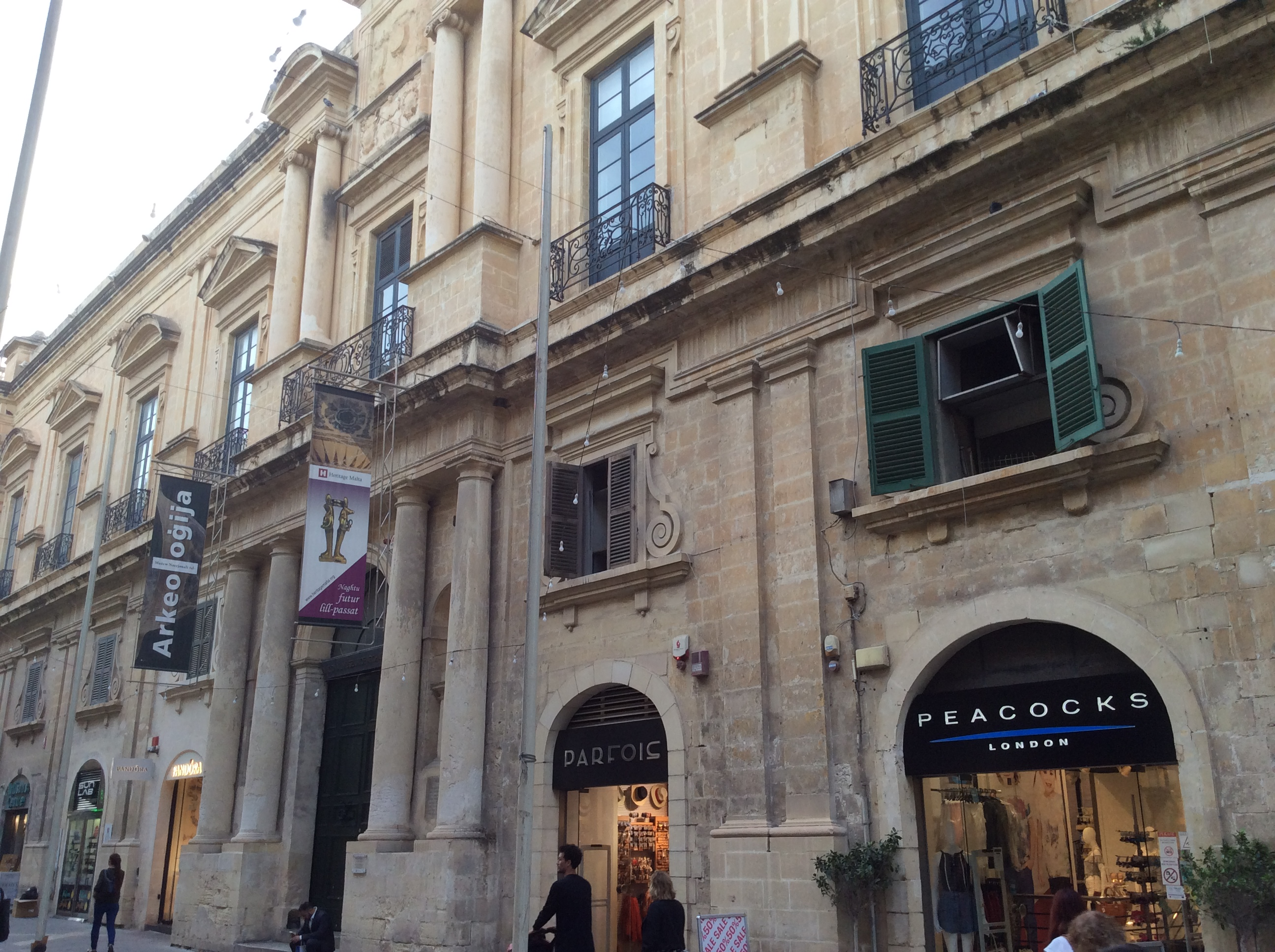
バレッタのオーベルジュ・ド・プロヴァンス

- ビルグのオーベルジュ・ド・プロヴァンス（プロヴァンス騎士館）は1531年ごろに伝統的なマルタ式で建てられたが、次第に隣接するオーベルニュ軍団のものと結合し、上記のオーベルジュ・ドーベルニュ・エ・プロヴァンスの一部となった。
- バレッタのオーベルジュ・ド・プロヴァンスは1570年代にジローラモ・カッサールによってマニエリスム式で建てられた。1638年にメデリコ・ブロンデルによって大幅に改築された。建物は現在国立考古学博物館として利用されている。